# Nor Rel Muk
Nor Rel Muk (Nor-Rel-Muk; puni naziv Nor Rel Muk Wintu Nation), indijanska nacija iz skupine Wintu Indijanaca, jezična porodica copehan.
Potomci su tradicinalnih skupina Nomsus ili Nom Sus (sa gornjeg toka rijeke Trinity) i Nor Muk ili Hayfork Wintua (sa Hayforka) u sjevernoj Kalifornjiji. Otprilike polovica od 1000 članova plemena još uvijek živi u blizini plemenskog područja svojih predaka u okruzima Trinity i Shasta.